# Neptis annaika
Neptis annaika är en fjärilsart som beskrevs av Charles Oberthür 1906. Neptis annaika ingår i släktet Neptis och familjen praktfjärilar. Inga underarter finns listade i Catalogue of Life.